# Gotlands tingsrätt
Gotlands tingsrätt är en tingsrätt i Sverige med kansli i Visby. Domkretsen omfattar Gotlands kommun. Tingsrätten med dess domkrets ingår i domkretsen för Svea hovrätt.

## Verksamhet
Gotlands tingsrätt är en av landets minsta domstolar.
Tingsrätten har 17 medarbetare, varav en lagman, två rådmän, en fiskal, en beredningsjurist, tre notarier, en chefsadministratör, sex domstolshandläggare, en administrativ assistent samt en vaktmästare. 

## Administrativ historik
Vid tingsrättsreformen 1971 bildades denna tingsrätt i Visby av häradsrätten för Gotlands domsagas tingslag. Domkretsen bildades av tingslaget. Sedan 1971 omfattar domkretsen (domsagan) Gotlands kommun. Tingshuset som används uppfördes 1961.

## Lagmän
- 1972-1979: Tor Sverne
- 1979-1990: Frans-Gösta Svanberg
- 1990-2006:Sture Stenström
- 2006–2020: Mikael Mellqvist
- 2020–2022: Per Sundberg
- 2023-: Johan Arvidsson